# Йободвана, Анасо
Анасо Йободвана (англ. Anaso Jobodwana; род. 30 июля 1992, Абердин, Восточно-Капская провинция) — южноафриканский легкоатлет, двукратный победитель Универсиады в беге на 100 и 200 метров. Бронзовый призер чемпионата мира 2015 в беге на 200 метров.

## Карьера
В 2012 году дебютировал на взрослых соревнованиях — на чемпионате Африки в беге на 200 метров прошёл в полуфинал, но там не стартовал. Через месяц на Олимпиаде в финале бега на 200 метров стал восьмым. В 2013 принял участие в казанской Универсиаде и завоевал на ней две золотые медали, а в эстафете 4×100 метров команда ЮАР заняла последнее, 7-е место. На чемпионате мира в Москве в беге на 100 метров не смог пройти дальше полуфинала.